# Division I 1976-1977 (pallacanestro maschile)
La Division I 1976-1977 è stata la 45ª edizione del massimo campionato belga di pallacanestro maschile. La vittoria finale è stata appannaggio dello Standard Liegi.

## Risultati

### Stagione regolare
|     | Squadra                | G  | V  | P  | PF | PS | Pt. | Qualificazione                  |
| --- | ---------------------- | -- | -- | -- | -- | -- | --- | ------------------------------- |
| 1.  | Racing Mechelen        | 22 | 20 | 2  |    |    | 40  | girone finale                   |
| 2.  | Standard Liegi         | 22 | 17 | 5  |    |    | 34  | girone finale                   |
| 3.  | Brugge                 | 22 | 15 | 7  |    |    | 30  | girone finale                   |
| 4.  | Sobabee                | 22 | 13 | 9  |    |    | 26  | girone finale                   |
| 5.  | Okapi Aalstar          | 22 | 11 | 11 |    |    | 22  | girone finale                   |
| 6.  | Eveil Monceau          | 22 | 11 | 11 |    |    | 22  | girone finale                   |
| 7.  | Athlon Ieper           | 22 | 10 | 12 |    |    | 20  | girone finale                   |
| 8.  | Isboerke Kortrijk      | 22 | 9  | 13 |    |    | 18  | girone finale                   |
| 9.  | De Maere Keukens Aalst | 22 | 9  | 13 |    |    | 18  | girone retrocessione/promozione |
| 10. | Ostenda                | 22 | 8  | 14 |    |    | 16  | girone retrocessione/promozione |
| 11. | Royal Fresh Air        | 22 | 6  | 16 |    |    | 12  | girone retrocessione/promozione |
| 12. | BUS Duffel             | 22 | 3  | 19 |    |    | 6   | girone retrocessione/promozione |

### Girone retrocessione/promozione
|     | Squadra                | G  | V  | P  | PF | PS | Pt. | Qualificazione           |
| --- | ---------------------- | -- | -- | -- | -- | -- | --- | ------------------------ |
| 7.  | Ostenda                | 14 | 11 | 3  |    |    | 22  |                          |
| 8.  | Royal Fresh Air        | 14 | 9  | 5  |    |    | 18  |                          |
| 9.  | BUS Duffel             | 14 | 8  | 6  |    |    | 16  |                          |
| 10. | Sint-Truiden           | 14 | 8  | 6  |    |    | 16  |                          |
| 11. | Elite Gent             | 14 | 8  | 6  |    |    | 16  | in Division II 1977-1978 |
| 12. | CEP Fleurus            | 14 | 6  | 8  |    |    | 12  | in Division II 1977-1978 |
| 13. | De Maere Keukens Aalst | 14 | 5  | 9  |    |    | 10  | in Division II 1977-1978 |
| 14. | Rimelago Aarschot      | 14 | 1  | 13 |    |    | 2   | in Division II 1977-1978 |

### Girone finale
|    | Squadra           | G  | V  | P  | PF | PS | Pt. |
| -- | ----------------- | -- | -- | -- | -- | -- | --- |
| 1. | Standard Liegi    | 14 | 13 | 1  |    |    | 26  |
| 2. | Racing Mechelen   | 14 | 11 | 3  |    |    | 22  |
| 3. | Eveil Monceau     | 14 | 8  | 6  |    |    | 16  |
| 4. | Brugge            | 14 | 7  | 7  |    |    | 14  |
| 5. | Sobabee           | 14 | 6  | 8  |    |    | 12  |
| 6. | Okapi Aalstar     | 14 | 6  | 8  |    |    | 12  |
| 7. | Athlon Ieper      | 14 | 4  | 10 |    |    | 8   |
| 8. | Isboerke Kortrijk | 14 | 1  | 13 |    |    | 2   |

| Division I 1976-1977     |
| ------------------------ |
| Standard Liegi 3º titolo |